# Bogataj
Bogataj je 93. najbolj pogost priimek v Sloveniji, ki ga je po podatkih Statističnega urada Republike Slovenije na dan 1.1.2018  uporabljalo 1.330 oseb.

## Znani nosilci priimka
- Alojz Bogataj, častnik in veteran vojne za Slovenijo
- Bojan Bogataj, pedagog
- Eva Premk Bogataj (*1979), jezikoslovka, literarna zgodovinarka, urednica, strokovnjakinja za odnose z javnostmi
- Jakob (Jaka) Bogataj (1932—1973), novinar, urednik
- Jan Dominik Bogataj (*1994), frančiškan, teolog
- Janez Bogataj (*1947), etnolog, univerzitetni profesor, publicist
- Janez Bogataj (*1961), fotograf
- Jure Bogataj (*1985), smučarski skakalec
- Katarina Bogataj Gradišnik (*1933), prevajalka, literarna zgodovinarka, bibliotekarka
- Leopold Bogataj (1730/36—?), trgovec, manufakturist
- Leopoldina Bogataj (1946—2013), novinarka, urednica
- Lovro Bogataj (1889—1967), pravnik
- Lučka Kajfež Bogataj (*1957), klimatologinja, ekologinja
- Ludvik Bogataj (1949—2009), matematik, univ. prof. (EF)
- Maja Bogataj Jančič (*1973), strokovnjakinja za avtorsko pravo (intelektualno lastnino)
- Marija Bogataj (1900—1977), mecenka
- Marija Bogataj (*1950), matematičarka, univ. prof.
- Marija Bogataj (*1963), farmacevtka, univ. prof.
- Marko Bogataj (*1976), smučarski skakalec
- Maruša Bogataj (*1990), violončelistka
- Maša Bogataj, rock pevka in kitaristka (Masharik)
- Matej Bogataj (*1964), literarni in gledališki kritik
- Matjaž Bogataj (*1987), slovenski violinist, delujoč v Nemčiji
- Milan Bogataj (?—1943), študent in partizan
- Milan Bogataj (1887—1958), sodnik, narodni delavec
- Miloš Bogataj, kemijski tehnolog
- Miran Bogataj (1948—2012), poveljnik štaba Civilne zaščite, brigadir SV
- Mirko Bogataj (1942—2007), igralec, RTV-voditelj
- Mirko Bogataj (1942—), novinar, urednik in esejist na avstrijskem Koroškem
- Robert Bogataj (1964—2017), RTV-voditelj
- Rok Bogataj (*1968), arhitekt ?
- Rok Bogataj (*1974), kipar, vizualni umetnik
- Tina Bogataj (*1977), alpska smučarka
- Urša Bogataj (*1995), smučarska skakalka
- Vinko Bogataj (*1948), smučarski skakalec, trener, amaterski slikar; gospodarstvenik?